# Grekland på Missolonghis ruiner
Grekland på Missolonghis ruiner eller Grekland på Mesolongis ruiner (franska: La Grèce sur les ruines de Missolonghi) är en oljemålning av den franske konstnären Eugène Delacroix. Den målades 1826 och är sedan 1852 utställd på Musée des Beaux-Arts de Bordeaux. 
Delacroix väckte stor uppmärksamhet 1824 med Blodbadet på Chios eftersom den tydligt bröt med de nyklassicistiska stilidealen. Tillsammans med Théodore Géricault banade han väg för romantiken inom konsten. Blodbadet på Chios föreställde en verklig händelse, en massaker som Osmanska trupper utförde på greker under det grekiska frihetskriget (1821–1829). Grekernas frihetskamp fick starka sympatier i kulturkretsar och bland intellektuella (så kallade filhellenerna) och Delacroix återkom två år senare till det alltjämt pågående kriget med målningen Grekland på Missolonghis ruiner. 
Missolonghi, svensk transkribering vanligen Mesolongi, var en fästning där grekernas hade förskansat sig under kriget. Den är känd för att den var belägrad vid tre tillfällen och för att den brittiska författaren och filhellenen Lord Byron dog där 1824. Belägringen 1825–1826 avslutades, efter hungersnöd och ett misslyckat utbrytningsförsök, med att de desperata grekiska trupperna sprängde sig själv och de inträngande turkarna i luften. Det är denna händelse som inspirerat Delacroix till sin allegoriska målning där en kvinna i traditionell grekisk dräkt förkroppsligar Grekland. Hon är omgiven av död, Mesolongi är i ruiner och i bakgrunden står en osmansk janitsjar.  
Delacroix använde 1830 åter en kvinna som symbol för de frihetskämpande i hans kanske mest kända målning, Friheten på barrikaderna.